# كارلا ديسانتس بلاك
كارلا ديسانتس بلاك (بالإنجليزية: Carla DeSantis Black)‏ هي صحفية أمريكية، ولدت في 21 فبراير 1958 في بوسطن في الولايات المتحدة.